# 風砲
風砲または風力砲とは、ドイツ軍が試作した対空兵器。酸素と水素を混合した気体へ爆発により高圧を掛け、高圧の空気と水蒸気の塊をパイプを通して噴出させ、目標航空機に向けて吹き付けて撃墜しようという計画であった。
全長15メートルもの煙突状の鉄パイプの先端にL字型のノズルが反り立っており、そこから高圧空気が噴出される。
ヒラースレーベン試験場にて実験が行われ、180メートル先の厚さ25mm角の木材を破壊したとされる。また、エルベ川鉄橋付近に同砲を配備したとも言われるが詳細は不明で、一説には連合国軍航空機に対して発射実験を実施したが効果がなかったという。その他、発射ガスに着色しての実験も行われたが、実用的性能に達しなかった。